# Circuit urbain de Puerto Madero
Le circuit urbain de Puerto Madero est un circuit automobile temporaire empruntant les rues de la capitale de l’Argentine, Buenos Aires. Il a accueilli à trois reprises l’ePrix de Buenos Aires comptant pour le championnat de Formule E FIA.

## Historique
La première course de Formule E a lieu lors de la saison inaugurale 2014-2015. Le pilote António Félix da Costa l'emporte le 10 janvier 2015 au terme d'une course animée. Le ePrix 2016 est remporté par Sam Bird qui s'était élancé de la pole position, tandis que c'est le suisse Sébastien Buemi qui s'impose lors de la dernière épreuve en 2017. Par ailleurs, il se tient pour la première fois en ouverture de cette édition une démonstration de Roborace, une compétition composée de voitures de course électriques autonomes.

## Description

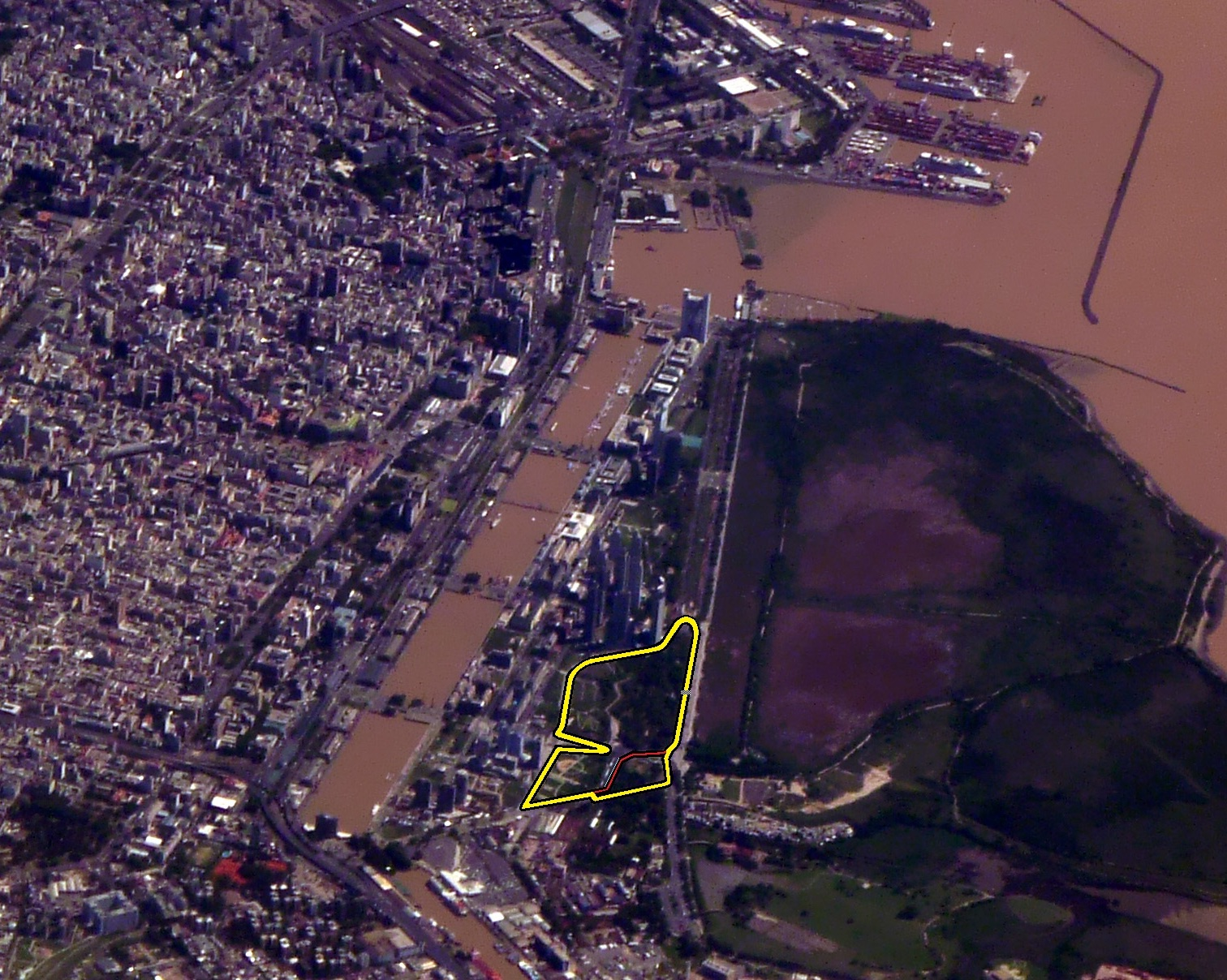
Situation du tracé, avec à l'est la réserve écologique de Buenos Aires.

Le circuit a été dessiné par Santiago Garcia Remohi et s'inscrit dans Puerto Madero, un quartier moderne comprenant de nombreux gratte-ciels de la capitale de l’Argentine Buenos Aires. Tournant dans le sens contraire des aiguilles d'une montre, il est long de 2,480 km et comprend douze virages. Il alterne portions rapides et virages lents.
Il débute avec la ligne droite de départ/arrivée située sur l’avenue Tristán Achával Rodríguez (es). C'est la plus longue ligne droite du circuit et elle représente l'une des principales opportunités de dépassement. Elle se trouve à proximité de la réserve écologique de Buenos Aires située à l'est. Après une épingle, le tracé s'oriente vers le sud en contournant tout d'abord les Torres El Faro et la Tour Alvear puis le Parc Micaela Bastidas (es). Après une nouvelle épingle, la piste continue de tourner autour d'autres parcs, puis s'engage sur l'avenue Elvira Rawson, altérée par une chicane, puis la quitte au niveau du Museo de Calcos y Escultura comparada (es). Reste alors deux virages qui longent la Fontaine des Néréides.
À propos du tracé, Patrick Carpentier, pilote automobile canadien, déclare que « c'est vraiment un circuit typique de ville […] Le tracé crée un effet d'entonnoir par endroits, ça serre, surtout le virage no 1 après la longue ligne droite ». Il le rapproche aussi du circuit de Long Beach, autre circuit visité par la Formule E.

## Galerie

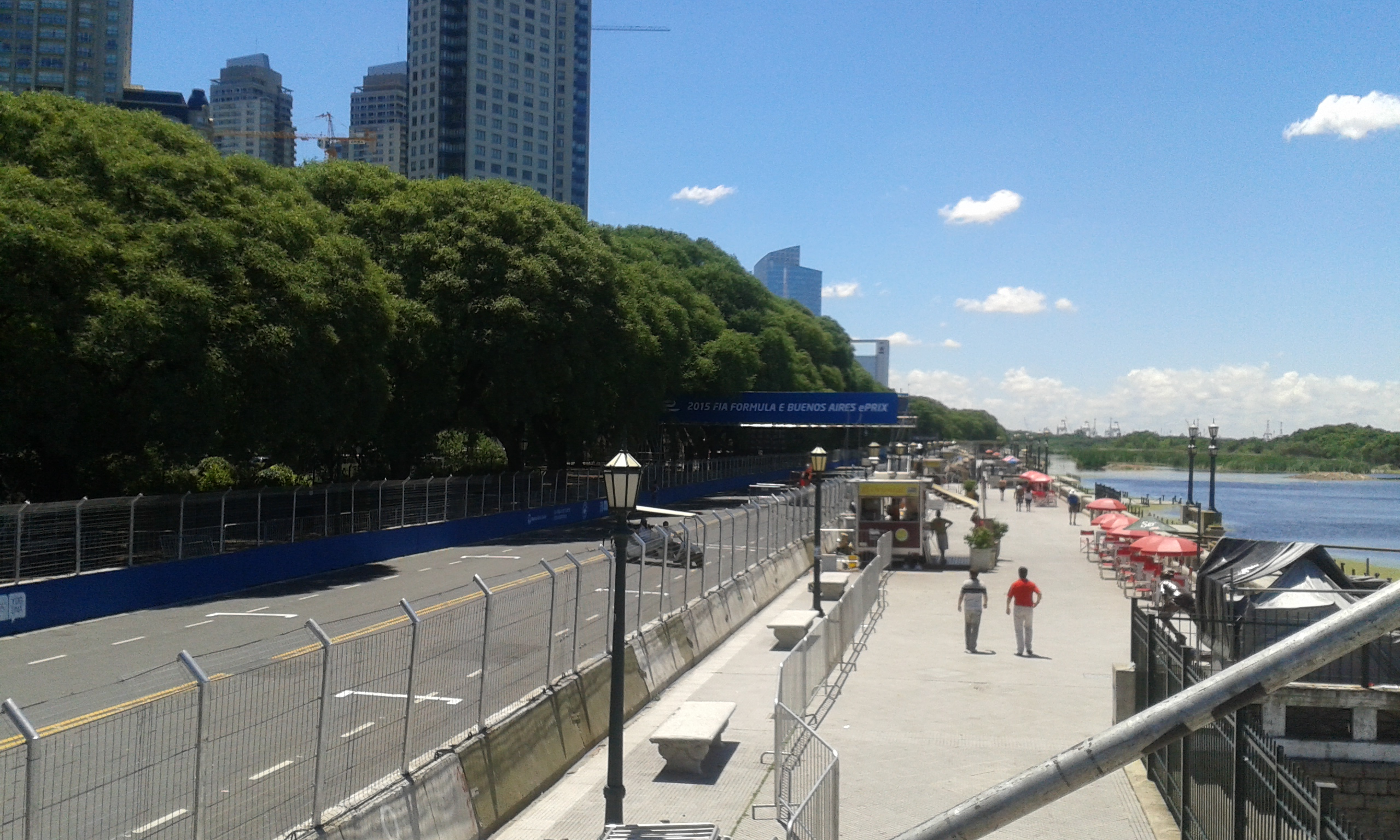
La grille de départ.
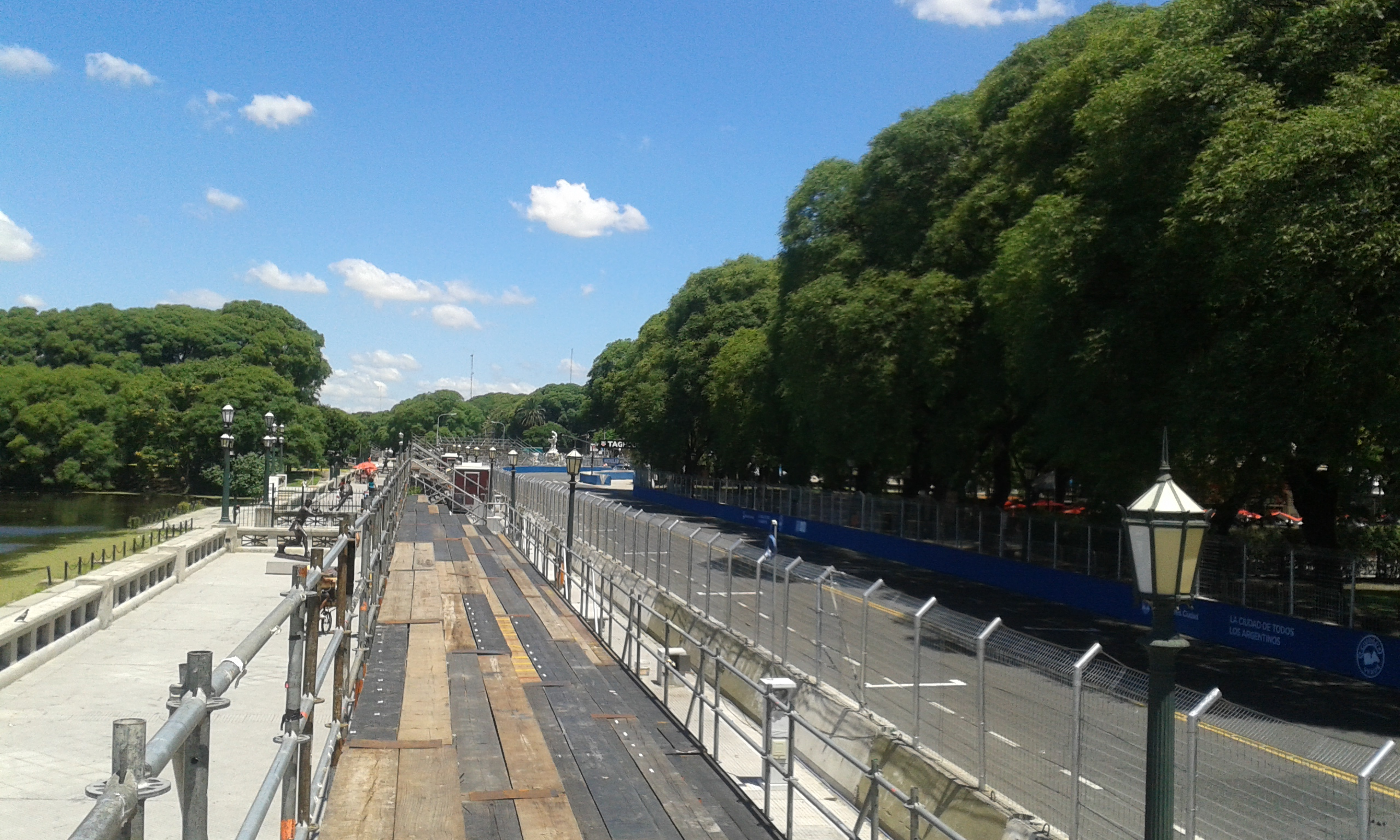
Autre vue de la grille.
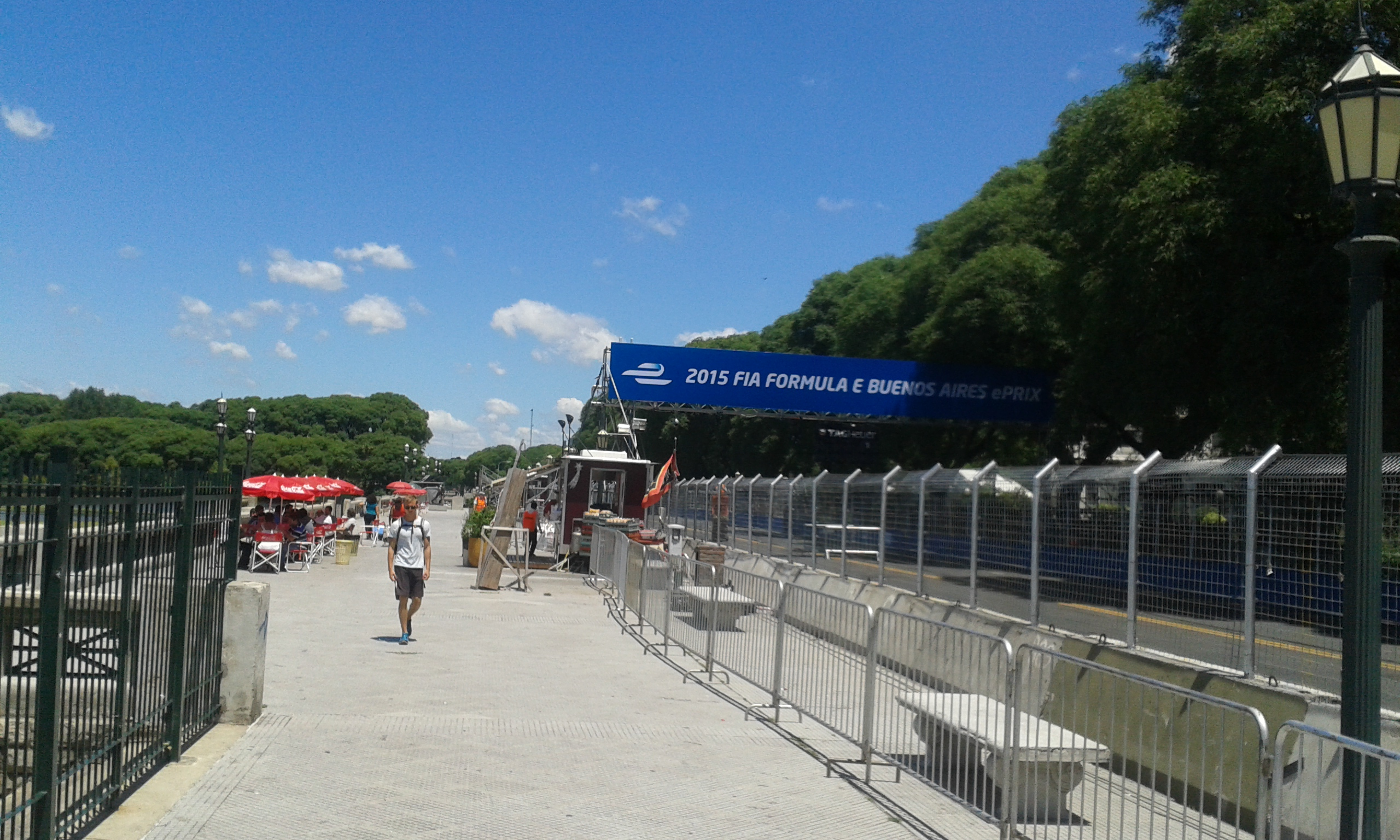
Autre vue.